# Тасе Конев
Тасе Конев Апостолов (на сръбски: Тасе Коневић Апостоловић или Tasa Konević Apostolović) е сърбомански свещеник и революционер, деец на Сръбската пропаганда в Македония от началото на XX век.

## Биография
Тасе Конев е роден в сърбоманското поречко село Крапа, тогава в Османската империя, в семейството на селския първенец Коне Апостолов, водач на прилепските сърбомани. Става свещеник на селото и организира селска чета, с която участва в Илинденското въстание. След Кокошинското клане организира активно сръбския отпор на четите на ВМОРО заедно с Тренко Руянов и Глигор Соколов. Участва в сражението между български и сръбски чети при Куртов камен.
През 1911 година Тасе Конев получава месечна сръбска заплата три лири. Поп Тасе Конев е убит през 1916 година в клането край Дервишка нива извършено от българската войска.